# ポンタ・デルガダ
ポンタ・デルガダ（Ponta Delgada [ˈpõtɐ ðɛlˈɣaðɐ] ( 音声ファイル)）は、大西洋のポルトガル領アゾレス諸島の首府。サンミゲル島に位置する重要な港町である。

## 概要
人口は約21,091人。ポルトガル植民地時代の建造物が立ち並ぶ。1976年に建設されたアゾレス大学がある。
1546年にサン・ミゲル島の中心地として建設された。16世紀から17世紀に海賊の攻撃に合うが要塞など造って守った。経済拡大は宮殿や大邸宅、教会および他の記念碑などを町に建設し、18世紀から19世紀にかけて繁栄していき、ポルトガルの航海の中継地として発展していった。

## 交通

### 空港
- ポンタ・デルガダ空港

## スポーツ
- CDサンタ・クララ - サッカークラブ

## 出身者
- ペドロ・パウレタ - サッカー選手
- テオフィロ・ブラガ - 政治家

## 姉妹都市
- アメリカ合衆国 ニューポート (ロードアイランド州)
- ブラジル フロリアノーポリス